# Juan Carlos Londoño
Juan Carlos Londoño (ur. 3 kwietnia 1974 w Medellín) – kolumbijski duchowny katolicki pracujący w Kanadzie, biskup pomocniczy Quebecu od 2024. 

## Życiorys

### Prezbiterat
Święcenia kapłańskie przyjął 24 listopada 2001 i został inkardynowany do archidiecezji Medellín. Przez kilka lat pracował duszpatersko w parafiach stolicy archidiecezji. W 2008 wyjechał jako misjonarz fidei donum do Kanady i służył w parafiach i stacjach misyjnych diecezji Gaspé.

### Episkopat
12 grudnia 2023 papież Franciszek mianował go biskupem pomocniczym archidiecezji Quebecu oraz biskupem tytularnym Beatia. 
22 lutego 2023 otrzymał święcenia biskupie w Bazylice archikatedralnej Wniebowzięcia Najświętszej Maryi Panny w Quebecu. Głównym konsekratorem był biskup Chicoutimi René Guay.  